# Tolleson, Arizona
Tolleson är en stad (city) i Maricopa County, i delstaten Arizona, USA. Enligt United States Census Bureau har staden en folkmängd på 6 655 invånare (2011) och en landarea på 14,9 km².